# Inmigración letona en Argentina
La inmigración letona en Argentina corresponde al movimiento migratorio de personas desde el país báltico de Letonia hacia el país sudamericano de Argentina.

## Historia
Al igual que estonios y lituanos, muchos letones fueron registrados en Argentina con pasaporte ruso, debido al dominio del antiguo Imperio Ruso y de la Unión Soviética (tras 1917) de los territorios de Estonia, Letonia y Lituania.  La comunidad letona en Argentina es, numéricamente, una de las más importantes del mundo. Otras comunidades numerosas de letones y descendientes en el continente americano se ubican en Estados Unidos, Canadá, Brasil y Venezuela. La mayor cantidad de descendientes de letones viven hoy en día en Buenos Aires, San Miguel, Hurlingham y en la Patagonia (en el sur de la provincia de Chubut y en el norte de la provincia de Santa Cruz, donde letones -junto a estonios- se radicaron tras el fin de las Guerras Anglo-Bóer, donde combatieron del lado británico). Muchos letones inmigraron desde Brasil y otros emigraron hacia éste (donde fundaron colonias, como en Ijuí, Río Grande do Sul) o a otros destinos como Estados Unidos y Canadá.
En Hurlingham, en noviembre de 2010, la comunidad letona celebró la declaración de la independencia de la República de Letonia. La congregación luterana de los letones es llamada La Resurrección y se ubicada Hurlingham, provincia de Buenos Aires). Así, los letones, al igual que otras comunidades extranjeras (como los escandinavos y los alemanes, entre otros), importaron la religión protestante luterana; sin embargo, otros inmigrantes letones eran judíos huyendo del nazismo.

## Asociaciones y puntos de encuentro de letones
- Asociación Letona de Ayuda Mutua en la Argentina
- Casa de Congregación Letona (en Hurlingham)
- Letonia cuenta con un Consulado Honorario en el partido de San Miguel, sobre la calle Letonia.

## Libros relacionados
- Los Letones en la Argentina. Buenos Aires, 1968. Junta de Letones Residentes en la Argentina, con ayuda de la congregación letona "La Resurrección" y Asociación Letona de Ayuda Mutua en la Argentina Jēgers, Benjamin̦š 1961-1970